# 阿尔德盖特圣博托尔夫堂
51°30′50″N 00°04′34″W / 51.51389°N 0.07611°W
阿尔德門圣博托尔夫堂（St Botolph's Church, Aldgate, St Botolph-without-Aldgate） 是一座圣公会教堂，位于英国伦敦市的猎犬沟渠街（Houndsditch）与阿尔德門大街（Aldgate High Street）路口。目前的砖砌建筑为18世纪建造，石头包边 钟楼为正方形，尖顶为方尖碑形。 